# Mastrus smithii
Mastrus smithii là một loài tò vò trong họ Ichneumonidae.